# Список видов семейства Nemesiidae
Список всех описанных видов пауков семейства Nemesiidae на 2 октября 2013 года.

## Acanthogonatus
Acanthogonatus Karsch, 1880
- Acanthogonatus alegre Goloboff, 1995 — Чили
- Acanthogonatus birabeni Goloboff, 1995 — Аргентина
- Acanthogonatus brunneus (Nicolet, 1849) — Чили
- Acanthogonatus campanae (Legendre & Calderon, 1984) — Чили
- Acanthogonatus centralis Goloboff, 1995 — Аргентина
- Acanthogonatus chilechico Goloboff, 1995 — Чили
- Acanthogonatus confusus Goloboff, 1995 — Чили, Аргентина
- Acanthogonatus ericae Indicatti et al., 2008 — Бразилия
- Acanthogonatus francki Karsch, 1880 — Чили
- Acanthogonatus fuegianus (Simon, 1902) — Чили, Аргентина
- Acanthogonatus hualpen Goloboff, 1995 — Чили
- Acanthogonatus huaquen Goloboff, 1995 — Чили
- Acanthogonatus incursus (Chamberlin, 1916) — Перу
- Acanthogonatus juncal Goloboff, 1995 — Чили
- Acanthogonatus mulchen Goloboff, 1995 — Чили
- Acanthogonatus nahuelbuta Goloboff, 1995 — Чили
- Acanthogonatus notatus (Mello-Leitao, 1940) — Аргентина
- Acanthogonatus parana Goloboff, 1995 — Аргентина
- Acanthogonatus patagallina Goloboff, 1995 — Чили
- Acanthogonatus patagonicus (Simon, 1905) — Чили, Аргентина
- Acanthogonatus peniasco Goloboff, 1995 — Чили
- Acanthogonatus pissii (Simon, 1889) — Чили
- Acanthogonatus quilocura Goloboff, 1995 — Чили
- Acanthogonatus recinto Goloboff, 1995 — Чили
- Acanthogonatus subcalpeianus (Nicolet, 1849) — Чили
- Acanthogonatus tacuariensis (Perez-Miles & Capocasale, 1982) — Бразилия, Уругвай
- Acanthogonatus tolhuaca Goloboff, 1995 — Чили
- Acanthogonatus vilches Goloboff, 1995 — Чили

## Aname
Aname L. Koch, 1873
- Aname aragog Harvey et al., 2012 — Западная Австралия
- Aname armigera Rainbow & Pulleine, 1918 — Западная Австралия
- Aname atra (Strand, 1913) — Южная Австралия
- Aname aurea Rainbow & Pulleine, 1918 — Новый Южный Уэльс
- Aname barrema Raven, 1985 — Квинсленд
- Aname blackdownensis Raven, 1985 — Квинсленд
- Aname camara Raven, 1985 — Квинсленд
- Aname carina Raven, 1985 — Квинсленд
- Aname coenosa Rainbow & Pulleine, 1918 — Южная Австралия
- Aname collinsorum Raven, 1985 — Квинсленд
- Aname comosa Rainbow & Pulleine, 1918 — Южная Австралия
- Aname cuspidata (Main, 1954) — Западная Австралия
- Aname distincta (Rainbow, 1914) — Квинсленд
- Aname diversicolor (Hogg, 1902) — Квинсленд
- Aname earthwatchorum Raven, 1984 — Квинсленд
- Aname ellenae Harvey et al., 2012 — Западная Австралия
- Aname fuscocincta Rainbow & Pulleine, 1918 — Западная Австралия
- Aname grandis Rainbow & Pulleine, 1918 — Южная Австралия
- Aname hirsuta Rainbow & Pulleine, 1918 — Южная Австралия
- Aname humptydoo Raven, 1985 — Северная территория
- Aname inimica Raven, 1985 — Квинсленд, Новый Южный Уэльс
- Aname kirrama Raven, 1984 — Квинсленд
- Aname longitheca Raven, 1985 — Квинсленд
- Aname maculata (Rainbow & Pulleine, 1918) — Западная Австралия
- Aname mainae Raven, 2000 — Южная Австралия
- Aname marae Harvey et al., 2012 — Западная Австралия
- Aname mellosa Harvey et al., 2012 — Западная Австралия
- Aname pallida L. Koch, 1873 — Квинсленд
- Aname platypus (L. Koch, 1875) — Австралия
- Aname robertsorum Raven, 1985 — Квинсленд
- Aname tasmanica Hogg, 1902 — Тасмания
- Aname tepperi (Hogg, 1902) — Южная Австралия
- Aname tigrina Raven, 1985 — Квинсленд
- Aname tropica Raven, 1984 — Квинсленд
- Aname turrigera Main, 1994 — Западная Австралия, Южная Австралия
- Aname villosa (Rainbow & Pulleine, 1918) — Западная Австралия
- Aname warialda Raven, 1985 — Квинсленд, Новый Южный Уэльс

## Atmetochilus
Atmetochilus Simon, 1887
- Atmetochilus atriceps Pocock, 1900 — Мьянма
- Atmetochilus fossor Simon, 1887 — Мьянма

## Brachythele
Brachythele Ausserer, 1871
- Brachythele anomala Schenkel, 1950 — США
- Brachythele bentzieni Zonstein, 2007 — Греция
- Brachythele denieri (Simon, 1916) — Греция, Болгария
- Brachythele icterica (C. L. Koch, 1838) — Италия, Хорватия, Македония
- Brachythele incerta Ausserer, 1871 — Кипр
- Brachythele langourovi Lazarov, 2005 — Болгария
- Brachythele longitarsis Simon, 1891 — США
- Brachythele media Kulczynski, 1897 — Словения, Хорватия
- Brachythele speculatrix Kulczynski, 1897 — Балканы
- Brachythele varrialei (Dalmas, 1920) — Восточная Европа

## Calisoga
Calisoga Chamberlin, 1937
- Calisoga centronetha (Chamberlin & Ivie, 1939) — США
- Calisoga sacra Chamberlin, 1937 — США
- Calisoga theveneti (Simon, 1891) — США

## Chaco
Chaco Tullgren, 1905
- Chaco castanea Montes de Oca & Perez-Miles, 2013 — Уругвай
- Chaco costai Montes de Oca & Perez-Miles, 2013 — Уругвай
- Chaco melloleitaoi (Bucherl, Timotheo & Lucas, 1971) — Бразилия
- Chaco obscura Tullgren, 1905 — Аргентина
- Chaco patagonica Goloboff, 1995 — Аргентина
- Chaco sanjuanina Goloboff, 1995 — Аргентина
- Chaco socos Goloboff, 1995 — Чили
- Chaco tecka Goloboff, 1995 — Аргентина
- Chaco tigre Goloboff, 1995 — Чили
- Chaco tucumana Goloboff, 1995 — Аргентина

## Chenistonia
Chenistonia Hogg, 1901
- Chenistonia caeruleomontana (Raven, 1984) — Новый Южный Уэльс
- Chenistonia hickmani (Raven, 1984) — Новый Южный Уэльс
- Chenistonia maculata Hogg, 1901 — Виктория
- Chenistonia montana (Raven, 1984) — Новый Южный Уэльс
- Chenistonia trevallynia Hickman, 1926 — Тасмания

## Chililopsis
Chililopsis Goloboff, 1995
- Chililopsis calderoni Goloboff, 1995 — Чили
- Chililopsis puertoviejo Goloboff, 1995 — Чили
- Chililopsis serena Goloboff, 1995 — Чили

## Damarchus
Damarchus Thorell, 1891
- Damarchus assamensis Hirst, 1909 — Индия
- Damarchus bifidus Gravely, 1935 — Индия
- Damarchus cavernicola Abraham, 1924 — Малайзия
- Damarchus excavatus Gravely, 1921 — Индия
- Damarchus montanus (Thorell, 1890) — Суматра
- Damarchus oatesi Thorell, 1895 — Мьянма
- Damarchus workmani Thorell, 1891 — Сингапур

## Diplothelopsis
Diplothelopsis Tullgren, 1905
- Diplothelopsis bonariensis Mello-Leitao, 1938 — Аргентина
- Diplothelopsis ornata Tullgren, 1905 — Аргентина

## Entypesa
Entypesa Simon, 1902
- Entypesa annulipes (Strand, 1907) — Мадагаскар
- Entypesa nebulosa Simon, 1902 — Мадагаскар
- Entypesa schoutedeni Benoit, 1965 — Южная Африка

## Flamencopsis
Flamencopsis Goloboff, 1995
- Flamencopsis minima Goloboff, 1995 — Чили

## Hermacha
Hermacha Simon, 1889
- Hermacha anomala (Bertkau, 1880) — Бразилия
- Hermacha bicolor (Pocock, 1897) — Южная Африка
- Hermacha brevicauda Purcell, 1903 — Южная Африка
- Hermacha capensis (Ausserer, 1871) — Южная Африка
- Hermacha caudata Simon, 1889 — Мозамбик
- Hermacha conspersa Mello-Leitao, 1941 — Колумбия
- Hermacha crudeni Hewitt, 1913 — Южная Африка
- Hermacha curvipes Purcell, 1902 — Южная Африка
- Hermacha evanescens Purcell, 1903 — Южная Африка
- Hermacha fossor (Bertkau, 1880) — Бразилия
- Hermacha fulva Tucker, 1917 — Южная Африка
- Hermacha grahami (Hewitt, 1915) — Южная Африка
- Hermacha iricolor Mello-Leitao, 1923 — Бразилия
- Hermacha itatiayae Mello-Leitao, 1923 — Бразилия
- Hermacha lanata Purcell, 1902 — Южная Африка
- Hermacha mazoena Hewitt, 1915 — Южная Африка
- Hermacha nigra Tucker, 1917 — Южная Африка
- Hermacha nigrispinosa Tucker, 1917 — Южная Африка
- Hermacha nigromarginata Strand, 1907 — Южная Африка
- Hermacha purcelli (Simon, 1903) — Южная Африка
- Hermacha sericea Purcell, 1902 — Южная Африка
- Hermacha tuckeri Raven, 1985 — Южная Африка

## Hermachura
Hermachura Mello-Leitao, 1923
- Hermachura leuderwaldti Mello-Leitao, 1923 — Бразилия

## Iberesia
Iberesia Decae & Cardoso, 2006
- Iberesia brauni (L. Koch, 1882) — Мальорка
- Iberesia castillana (Frade & Bacelar, 1931) — Испания
- Iberesia machadoi Decae & Cardoso, 2006 — Португалия

## Ixamatus
Ixamatus Simon, 1887
- Ixamatus barina Raven, 1982 — Квинсленд
- Ixamatus broomi Hogg, 1901 — Квинсленд, Новый Южный Уэльс
- Ixamatus caldera Raven, 1982 — Квинсленд, Новый Южный Уэльс
- Ixamatus candidus Raven, 1982 — Квинсленд, Новый Южный Уэльс
- Ixamatus fischeri Raven, 1982 — Новый Южный Уэльс
- Ixamatus lornensis Raven, 1985 — Новый Южный Уэльс
- Ixamatus musgravei Raven, 1982 — Новый Южный Уэльс
- Ixamatus rozefeldsi Raven, 1985 — Квинсленд
- Ixamatus varius (L. Koch, 1873) — Квинсленд
- Ixamatus webbae Raven, 1982 — Квинсленд, Новый Южный Уэльс

## Kiama
Kiama Main & Mascord, 1969
- Kiama lachrymoides Main & Mascord, 1969 — Новый Южный Уэльс

## Kwonkan
Kwonkan Main, 1983
- Kwonkan anatolion Main, 1983 — Южная Австралия
- Kwonkan eboracum Main, 1983 — Западная Австралия
- Kwonkan goongarriensis Main, 1983 — Западная Австралия
- Kwonkan moriartii Main, 1983 — Западная Австралия
- Kwonkan silvestris Main, 1983 — Западная Австралия
- Kwonkan wonganensis (Main, 1977) — Западная Австралия

## Lepthercus
Lepthercus Purcell, 1902
- Lepthercus dregei Purcell, 1902 — Южная Африка
- Lepthercus rattrayi Hewitt, 1917 — Южная Африка

## Longistylus
Longistylus Indicatti & Lucas, 2005
- Longistylus ygapema Indicatti & Lucas, 2005 — Бразилия

## Lycinus
Lycinus Thorell, 1894
- Lycinus caldera Goloboff, 1995 — Чили
- Lycinus choros Lucas & Indicatti, 2010 — Чили
- Lycinus domeyko Goloboff, 1995 — Чили
- Lycinus epipiptus (Zapfe, 1963) — Чили
- Lycinus frayjorge Goloboff, 1995 — Чили
- Lycinus gajardoi (Mello-Leitao, 1940) — Чили
- Lycinus longipes Thorell, 1894 — Аргентина
- Lycinus portoseguro Lucas & Indicatti, 2010 — Бразилия
- Lycinus quilicura Goloboff, 1995 — Чили
- Lycinus tofo Goloboff, 1995 — Чили

## Merredinia
Merredinia Main, 1983
- Merredinia damsonoides Main, 1983 — Западная Австралия

## Mexentypesa
Mexentypesa Raven, 1987
- Mexentypesa chiapas Raven, 1987 — Мексика

## Namea
Namea Raven, 1984
- Namea brisbanensis Raven, 1984 — Квинсленд
- Namea bunya Raven, 1984 — Квинсленд
- Namea calcaria Raven, 1984 — Квинсленд
- Namea callemonda Raven, 1984 — Квинсленд
- Namea capricornia Raven, 1984 — Квинсленд
- Namea cucurbita Raven, 1984 — Квинсленд
- Namea dahmsi Raven, 1984 — Квинсленд
- Namea dicalcaria Raven, 1984 — Новый Южный Уэльс
- Namea excavans Raven, 1984 — Квинсленд
- Namea flavomaculata (Rainbow & Pulleine, 1918) — Квинсленд
- Namea jimna Raven, 1984 — Квинсленд
- Namea nebulosa Raven, 1984 — Квинсленд
- Namea olympus Raven, 1984 — Квинсленд
- Namea salanitri Raven, 1984 — Квинсленд, Новый Южный Уэльс
- Namea saundersi Raven, 1984 — Квинсленд

## Nemesia
Nemesia Audouin, 1826
- Nemesia africana (C. L. Koch, 1838) — Алжир
- Nemesia albicomis Simon, 1914 — Корсика
- Nemesia angustata Simon, 1873 — Испания
- Nemesia arboricola Pocock, 1903 — Мальта
- Nemesia arenicola Simon, 1902 — Корсика
- Nemesia athiasi Franganillo, 1920 — Португалия
- Nemesia bacelarae Decae, Cardoso & Selden, 2007 — Португалия
- Nemesia barbara (Lucas, 1846) — Алжир
- Nemesia berlandi Frade & Bacelar, 1931 — Португалия
- Nemesia bristowei Decae, 2005 — Мальорка
- Nemesia caementaria (Latreille, 1799) — Южная Европа
- Nemesia caranhaci Decae, 1995 — Крит
- Nemesia carminans (Latreille, 1818) — Франция
- Nemesia cavicola (Simon, 1889) — Марокко, Алжир
- Nemesia cecconii Kulczynski, 1907 — Италия
- Nemesia cellicola Audouin, 1826 — Средиземноморское побережье
- Nemesia congener O. P.-Cambridge, 1874 — Франция
- Nemesia corsica Simon, 1914 — Корсика
- Nemesia crassimana Simon, 1873 — Испания
- Nemesia cubana (Franganillo, 1930) — Куба
- Nemesia daedali Decae, 1995 — Крит
- Nemesia didieri Simon, 1892 — Алжир
- Nemesia dorthesi Thorell, 1875 — Испания, Марокко
- Nemesia dubia O. P.-Cambridge, 1874 — Испания, Франция
- Nemesia dubia (Karsch, 1878) — Мозамбик
- Nemesia eleanora O. P.-Cambridge, 1873 — Франция
- Nemesia elongata (Simon, 1873) — Марокко, Алжир
- Nemesia fagei Frade & Bacelar, 1931 — Португалия
- Nemesia fertoni Simon, 1914 — Корсика, Сардиния
  - Nemesia fertoni sardinea Simon, 1914 — Сардиния
- Nemesia hispanica L. Koch, 1871 — Испания
- Nemesia ibiza Decae, 2005 — Ибица
- Nemesia ilvae Caporiacco, 1950 — Италия
- Nemesia incerta O. P.-Cambridge, 1874 — Франция
- Nemesia kahmanni Kraus, 1955 — Сардиния
- Nemesia macrocephala Ausserer, 1871 — Сицилия, Мальта
  - Nemesia macrocephala occidentalis Frade & Bacelar, 1931 — Испания
- Nemesia maculatipes Ausserer, 1871 — Корсика, Сардиния, Марокко
- Nemesia manderstjernae L. Koch, 1871 — Франция
- Nemesia meridionalis (Costa, 1835) — Испания, Франция, Италия
- Nemesia pannonica Herman, 1879 — Восточная Европа
  - Nemesia pannonica budensis Kolosvary, 1939 — Венгрия
  - Nemesia pannonica coheni Fuhn & Polenec, 1967 — Румыния, Болгария
- Nemesia pavani Dresco, 1978 — Италия
- Nemesia randa Decae, 2005 — Мальорка
- Nemesia raripila Simon, 1914 — Испания, Франция
- Nemesia rastellata Wunderlich, 2011 — Греция (Карпатос)
- Nemesia santeugenia Decae, 2005 — Мальорка
- Nemesia santeulalia Decae, 2005 — Ибица
- Nemesia sanzoi Fage, 1917 — Сицилия
- Nemesia seldeni Decae, 2005 — Мальорка
- Nemesia simoni O. P.-Cambridge, 1874 — Португалия, Испания, Франция
- Nemesia sinensis Pocock, 1901 — Китай
- Nemesia transalpina (Doleschall, 1871) — Италия
- Nemesia uncinata Bacelar, 1933 — Португалия
- Nemesia ungoliant Decae, Cardoso & Selden, 2007 — Португалия
- Nemesia valenciae Kraus, 1955 — Испания, Марокко
- Nemesia vittipes Simon, 1911 — Марокко

## Neostothis
Neostothis Vellard, 1925
- Neostothis gigas Vellard, 1925 — Бразилия

## Pionothele
Pionothele Purcell, 1902
- Pionothele straminea Purcell, 1902 — Южная Африка

## Prorachias
Prorachias Mello-Leitao, 1924
- Prorachias bristowei Mello-Leitao, 1924 — Бразилия

## Psalistopoides
Psalistopoides Mello-Leitao, 1934
- Psalistopoides emanueli Lucas & Indicatti, 2006 — Бразилия
- Psalistopoides fulvimanus Mello-Leitao, 1934 — Бразилия

## Pselligmus
Pselligmus Simon, 1892
- Pselligmus infaustus Simon, 1892 — Бразилия

## Pseudoteyl
Pseudoteyl Main, 1985
- Pseudoteyl vancouveri Main, 1985 — Западная Австралия

## Pycnothele
Pycnothele Chamberlin, 1917
- Pycnothele auronitens (Keyserling, 1891) — Бразилия, Уругвай
- Pycnothele modesta (Schiapelli & Gerschman, 1942) — Уругвай, Аргентина
- Pycnothele perdita Chamberlin, 1917 — Бразилия
- Pycnothele piracicabensis (Piza, 1938) — Бразилия
- Pycnothele singularis (Mello-Leitao, 1934) — Бразилия

## Rachias
Rachias Simon, 1892
- Rachias aureus (Mello-Leitao, 1920) — Бразилия
- Rachias brachythelus (Mello-Leitao, 1937) — Бразилия
- Rachias caudatus (Piza, 1939) — Бразилия
- Rachias conspersus (Walckenaer, 1837) — Бразилия
- Rachias dispar (Simon, 1891) — Бразилия
- Rachias dolichosternus (Mello-Leitao, 1938) — Бразилия
- Rachias odontochilus Mello-Leitao, 1923 — Бразилия
- Rachias timbo Goloboff, 1995 — Аргентина
- Rachias virgatus Vellard, 1924 — Бразилия

## Raveniola
Raveniola Zonstein, 1987
- Raveniola arthuri Kunt & Yagmur, 2010 — Турция
- Raveniola caudata Zonstein, 2009 — Таджикистан
- Raveniola concolor Zonstein, 2000 — Гималаи
- Raveniola fedotovi (Charitonov, 1946) — Центральная Азия
- Raveniola ferghanensis (Zonstein, 1984) — Центральная Азия
- Raveniola guangxi (Raven & Schwendinger, 1995) — Китай
- Raveniola hebeinica Zhu, Zhang & Zhang, 1999 — Китай
- Raveniola hyrcanica Dunin, 1988 — Азербайджан
- Raveniola kopetdaghensis (Fet, 1984) — Туркменистан
- Raveniola micropa (Ausserer, 1871) — Турция
- Raveniola montana Zonstein & Marusik, 2012 — Китай
- Raveniola niedermeyeri (Brignoli, 1972) — Иран
- Raveniola pontica (Spassky, 1937) — Россия, Центральная Азия
- Raveniola recki (Mcheidze, 1983) — Грузия
- Raveniola redikorzevi (Spassky, 1937) — Туркменистан
- Raveniola shangrila Zonstein & Marusik, 2012 — Китай
- Raveniola songi Zonstein & Marusik, 2012 — Китай
- Raveniola virgata (Simon, 1891) — Центральная Азия
- Raveniola vonwicki Zonstein, 2000 — Иран
- Raveniola xizangensis (Hu & Li, 1987) — Тибет
- Raveniola yunnanensis Zonstein & Marusik, 2012 — Китай
- Raveniola zaitzevi (Charitonov, 1948) — Центральная Азия

## Sinopesa
Sinopesa Raven & Schwendinger, 1995
- Sinopesa chengbuensis (Xu & Yin, 2002) — Китай
- Sinopesa chinensis (Kulczynski, 1901) — Китай
- Sinopesa kumensis Shimojana & Haupt, 2000 — Острова Рюкю (Япония)
- Sinopesa maculata Raven & Schwendinger, 1995 — Таиланд
- Sinopesa sinensis (Zhu & Mao, 1983) — Китай

## Spiroctenus
Spiroctenus Simon, 1889
- Spiroctenus armatus Hewitt, 1913 — Южная Африка
- Spiroctenus broomi Tucker, 1917 — Южная Африка
- Spiroctenus cambierae (Purcell, 1902) — Южная Африка
- Spiroctenus coeruleus Lawrence, 1952 — Южная Африка
- Spiroctenus collinus (Pocock, 1900) — Южная Африка
- Spiroctenus curvipes Hewitt, 1919 — Южная Африка
- Spiroctenus exilis Lawrence, 1938 — Южная Африка
- Spiroctenus flavopunctatus (Purcell, 1903) — Южная Африка
- Spiroctenus fossorius (Pocock, 1900) — Южная Африка
- Spiroctenus fuligineus (Pocock, 1902) — Южная Африка
- Spiroctenus gooldi (Purcell, 1903) — Южная Африка
- Spiroctenus inermis (Purcell, 1902) — Южная Африка
- Spiroctenus latus Purcell, 1904 — Южная Африка
- Spiroctenus lightfooti (Purcell, 1902) — Южная Африка
- Spiroctenus lignicolus Lawrence, 1937 — Южная Африка
- Spiroctenus londinensis Hewitt, 1919 — Южная Африка
- Spiroctenus lusitanus Franganillo, 1920 — Португалия
- Spiroctenus marleyi Hewitt, 1919 — Южная Африка
- Spiroctenus minor (Hewitt, 1913) — Южная Африка
- Spiroctenus pallidipes Purcell, 1904 — Южная Африка
- Spiroctenus pardalina (Simon, 1903) — Южная Африка
- Spiroctenus pectiniger (Simon, 1903) — Южная Африка
- Spiroctenus personatus Simon, 1888 — Южная Африка
- Spiroctenus pilosus Tucker, 1917 — Южная Африка
- Spiroctenus punctatus Hewitt, 1916 — Южная Африка
- Spiroctenus purcelli Tucker, 1917 — Южная Африка
- Spiroctenus sagittarius (Purcell, 1902) — Южная Африка
- Spiroctenus schreineri (Purcell, 1903) — Южная Африка
- Spiroctenus spinipalpis Hewitt, 1919 — Южная Африка
- Spiroctenus tricalcaratus (Purcell, 1903) — Южная Африка
- Spiroctenus validus (Purcell, 1902) — Южная Африка

## Stanwellia
Stanwellia Rainbow & Pulleine, 1918
- Stanwellia bipectinata (Todd, 1945) — Новая Зеландия
- Stanwellia grisea (Hogg, 1901) — Виктория
- Stanwellia hapua (Forster, 1968) — Новая Зеландия
- Stanwellia hoggi (Rainbow, 1914) — Новый Южный Уэльс
- Stanwellia hollowayi (Forster, 1968) — Новая Зеландия
- Stanwellia houhora (Forster, 1968) — Новая Зеландия
- Stanwellia inornata Main, 1972 — Виктория
- Stanwellia kaituna (Forster, 1968) — Новая Зеландия
- Stanwellia media (Forster, 1968) — Новая Зеландия
- Stanwellia minor (Kulczynski, 1908) — Новый Южный Уэльс
- Stanwellia nebulosa (Rainbow & Pulleine, 1918) — Южная Австралия
- Stanwellia occidentalis Main, 1972 — Южная Австралия
- Stanwellia pexa (Hickman, 1930) — Тасмания
- Stanwellia puna (Forster, 1968) — Новая Зеландия
- Stanwellia regia (Forster, 1968) — Новая Зеландия
- Stanwellia taranga (Forster, 1968) — Новая Зеландия
- Stanwellia tuna (Forster, 1968) — Новая Зеландия

## Stenoterommata
Stenoterommata Holmberg, 1881
- Stenoterommata arnolisei Indicatti et al., 2008 — Бразилия
- Stenoterommata crassistyla Goloboff, 1995 — Уругвай, Аргентина
- Stenoterommata curiy Indicatti et al., 2008 — Бразилия
- Stenoterommata grimpa Indicatti et al., 2008 — Бразилия
- Stenoterommata iguazu Goloboff, 1995 — Аргентина
- Stenoterommata leporina (Simon, 1891) — Бразилия
- Stenoterommata maculata (Bertkau, 1880) — Бразилия
- Stenoterommata melloleitaoi Guadanucci & Indicatti, 2004 — Бразилия
- Stenoterommata palmar Goloboff, 1995 — Бразилия, Аргентина
- Stenoterommata platensis Holmberg, 1881 — Аргентина
- Stenoterommata quena Goloboff, 1995 — Аргентина
- Stenoterommata tenuistyla Goloboff, 1995 — Аргентина
- Stenoterommata uruguai Goloboff, 1995 — Аргентина

## Swolnpes
Swolnpes Main & Framenau, 2009
- Swolnpes darwini Main & Framenau, 2009 — Западная Австралия
- Swolnpes morganensis Main & Framenau, 2009 — Западная Австралия

## Teyl
Teyl Main, 1975
- Teyl harveyi Main, 2004 — Виктория
- Teyl luculentus Main, 1975 — Западная Австралия
- Teyl walkeri Main, 2004 — Виктория
- Teyl yeni Main, 2004 — Виктория

## Teyloides
Teyloides Main, 1985
- Teyloides bakeri Main, 1985 — Южная Австралия

## Xamiatus
Xamiatus Raven, 1981
- Xamiatus bulburin Raven, 1981 — Квинсленд
- Xamiatus ilara Raven, 1982 — Квинсленд
- Xamiatus kia Raven, 1981 — Новый Южный Уэльс
- Xamiatus magnificus Raven, 1981 — Квинсленд
- Xamiatus rubrifrons Raven, 1981 — Квинсленд

## Yilgarnia
Yilgarnia Main, 1986
- Yilgarnia currycomboides Main, 1986 — Западная Австралия
- Yilgarnia linnaei Main, 2008 — Западная Австралия